# Building a Fire
Building a Fire é um curta-metragem mudo norte-americano de 1914, do gênero comédia, com Mae Hotely, Julia Calhoun e Jerold T. Hevener, com Oliver Hardy num papel secundário.

## Elenco
- Mae Hotely - Maggie
- Julia Calhoun - Sra. Jones
- Jerold T. Hevener - Sr. Jones
- Oliver Hardy - Policial (como Babe Hardy)